# 漢斯·卡姆勒
漢斯·卡姆勒（德语：Hans Friedrich Karl Franz Kammler，1901年8月26日—1945年5月9日？）。第三帝國納粹黨衛軍軍官，最高軍銜為親衛隊上級集團領袖軍銜（SS-Obergruppenführer）以及武裝黨衛軍上將（General der Waffen-SS）。他是從事負責開發納粹德國秘密武器以及建立死亡集中營的關鍵人物。

## 個人履歷
漢斯·卡姆勒出生於波美拉尼亚省斯德丁（今波蘭什切青）的一個軍人世家。第一次世界大戰德國戰敗後，他於1919年加入了格哈德·罗斯巴赫領導下的德國自由軍團。之後，他先後進入慕尼黑和但澤工業大學學習工程構造學。畢業後，被錄用為普魯士州的技術公務員，參加了各種工程建設。1930年與Jutta Carla Anna Horn結婚，生有兩男四女。1932年3月1日加入納粹黨。納粹政權上臺之後，成爲政府機關的技術職員，最後被分配到德國航空部的工程建設部門。1933年5月20日漢斯·卡姆勒加入黨衛軍（番號為113619）。1936年4月被任命爲黨衛軍少尉之後，軍銜官運一路亨通，1938年晉升到黨衛軍少校，次年晉升爲黨衛軍中校，1940年晉升爲黨衛軍上校，1942年晉升爲黨衛軍少將，1944年晉升爲黨衛軍中將。
二戰期間，在黨衛隊經濟管理部（SS-WVHA）期間，他作爲奥斯瓦爾德·波爾的副手，負責監督管理理查德·格吕克斯對集中營的運作的同時，自己也親自參與包括毒氣集中營的建立和運作。1943年華沙猶太區起義爆發後，卡姆勒被海因里希·希姆莱任命爲專門對付猶太人從事報復作戰的負責人。
二戰期間，他還得到軍備部長阿爾伯特·斯佩爾的器重，成爲他的副手，他不僅負責軍工廠的建設，也參與了世界第一架噴氣式戰鬥機Me 262戰鬥機和飛彈V-2火箭等武器的研發。1943年由於V-2火箭發射地暴露，遭到了英軍的轟炸。納粹德國不得爲此不改建選新基地，爲此黨衛軍動用了布痕瓦爾德集中营的囚犯建立了專爲生產飛彈的密特爾堡·多拉集中營工廠基地，這意味著，V-2火箭的監督生產從國防軍轉移到黨衛軍。1944年8月8日卡姆勒取代瓦爾特·羅伯特·多恩伯格
成爲V-2火箭的工程監督者。爲此，他於同年分別獲得二級鐵十字勛章、一級鐵十字勛章。1945年1月他被任命全權負責，并被授予騎士戰功十字勛章。3月被晉升爲黨衛軍上將，到了戰爭末期的4月，他又被授予負責全囯飛機生產的全權責任者，但是由於戰爭資源的枯竭，他也是無能爲力了。
在戰爭的末期，他曾負責將位於斯洛伐克比爾森的地下航空開發研究所的設施撤出。期間，他收到了來自希姆萊的命令，讓他整理好資料迅速去黨衛軍總部，然而，他回電稱：無法去黨衛軍總部。據説，他試圖將所有參與秘密武器開發的64名科學技術人員槍殺之後，挾帶全部資料逃走，他自己也成了被德軍追捕的對象。

## 最終下落
戰爭結束後，卡姆勒下落不明。關於他的下落最初説法不一。有的說是發現了他的遺體，也説是他將所有的資料數據和設計圖紙作爲“見面禮”，乘上一架Junkers Ju 390飛機逃跑。
但根據後來的公開記錄，卡姆勒被認爲是於1945年5月9日夜晚自殺。1945年3月20日至22日期間，他奉命在阿恩斯貝格森林内處決大量外國奴工。1957年12月9日開始的阿恩斯貝格法院的開庭審理，判明了他的自殺經過。根據這個地方法院的判決，1945年5月初，卡姆勒獲悉德國戰敗，驅車駛至布拉格南部的森林，並獨自下車向森林深處走去，之後便下落不明，也沒有發現遺體。

## 注脚
1. ↑  He was declared legally dead on 9 May 1945 in 1948 in Germany

## 外部鏈接
- Two Lives of Hans Kammler - Hitler's Secret Weapons Manager （页面存档备份，存于）